# IX конференция РКП(б)
IX конференция РКП(б) — всероссийская конференция РКП(б). Проходила с 22 по 25 сентября 1920 года в Москве. Главное внимание на конференции было уделено вопросу о заключении мира с Польшей и мобилизации сил для окончательного разгрома войск Врангеля.

## Обстановка в стране
В ходе революции и Гражданской войны в стране накопилось множество нерешенных проблем. По мнению британского историка Р. Сервиса:
Вторжение в Польшу обернулось провалом. Экономика лежала в руинах. Промышленность сотрясали забастовки, в деревне разгорались восстания, волнения начались даже в армии.

## Внутрипартийная ситуация
Внутри партии происходила борьба между линией ЦК и фракциями демократических централистов и рабочей оппозицией. Оппозиция надеялась, что конференция даст возможность откровенной критики действий Политбюро ЦК.

## Дискуссия о польской кампании
С отчетным докладом ЦК выступил Ленин. Он выразил уверенность в победе над Польшей, в случае продолжения войны. Он также сообщил, что ЦК решил не возбуждать расследования степени ответственности за неудачи среди военных, но воздержался от объяснения причин этих неудач. О своей персональной роли в провале компании Ленин не упомянул, он признал лишь ошибку со стороны ЦК.
Спор Сталина и Троцкого
Общая концепция и практическое осуществление Варшавской кампании стали объектом резкой критики делегатов от оппозиции. В ответ на критику Троцкий обвинил Сталина в обмане ЦК относительно возможности военной победы под Львовом. Сталин вышел из себя и потребовал слова. Последовала бурная перепалка личного характера. По мнению Р. Сервиса, подобных сцен на партийных съездах не было с 1903—1905 годов. Ленин решил встать на сторону Троцкого. Как отмечает Сервис, к концу конференции Ленин остался единственным членом Политбюро, избежавшим критики делегатов.

### Комментарии
1. ↑  Решение о походе на Варшаву после освобождения Киева принял лично Ленин; по этому поводу не было решения Политбюро или ЦК, как того требовала процедура принятия подобных решений. Более того, ряд видных членов ЦК, такие как Сталин и Троцкий возражали против похода на исконно-польские территории, считая, что это приведет к массовому сопротивлению поляков. Об этом же предупреждали большевики польского происхождения. Ленин же считал, что польские «пролетарии» радостно встретят Красную армию и выступят против своего «буржуазного» правительства[4]
2. ↑  Со времени Гражданской войны отношения Сталина и Троцкого отличались взаимной ненавистью. Разбирая их склоки и доносы друг на друга, Ленин обычно становился на сторону Троцкого[5].

### Сноски
1. 1 2  Сервис, 2002, Поражение на Западе, с. 473.
2. ↑  ПОЛИТИЧЕСКИЙ ОТЧЕТ ЦК РКП(б) 22 СЕНТЯБРЯ («Правда» № 216 и «Известия ВЦИК» № 216, 29 сентября 1920 г. Дата обращения: 5 марта 2020. Архивировано 14 июня 2020 года.
3. 1 2  Сервис, 2002, Поражение на Западе, с. 474.
4. ↑  Сервис, 2002, Поражение на Западе, с. 462.
5. ↑  Сервис, 2002, с. 465.
6. 1 2  Сервис, 2002, Поражение на Западе, с. 475.